# Kana
Kana es el nombre conjunto de los silabarios japoneses (hiragana y katakana), que junto con los kanji (漢字?  caracter chino) se usan en la escritura del idioma japonés. Actualmente kana se refiere casi de forma exclusiva a los silabarios modernos hiragana (ひらがな?) y katakana (カタカナ?), pero en ocasiones también hace referencia al man’yōgana (万葉仮名?), un silabario antiguo del cual se originaron los dos; o al hentaigana (変体仮名?), la versión cursiva del man’yōgana y antecesor directo del hiragana moderno.
El katakana se ha usado para escribir en el idioma ainu, con ciertas modificaciones. Además los kana se emplearon para escribir caracteres ruby para los caracteres chinos durante la ocupación japonesa de Taiwán.
El hiragana se utiliza sobre todo para los aspectos gramaticales del idioma como el okurigana u otros usos como el furigana. También sirve para representar una palabra, normalmente de origen japonés y no chino, en lugar de los kanji.
Los silabogramas kana son siempre del tipo CV (consonante inicial con núcleo vocal) o V (solo vocal), con la sola excepción del grafema de la consonante para las codas nasales. Esta estructura hace que algunos estudiosos etiqueten al sistema como moraico en vez de silábico, debido a que el sistema requiere la combinación de dos silabogramas para representar una sílaba CVC (consonante-vocal-consonante) con coda (por ejemplo, CVn, CVm, CVng), una sílaba CVV (consonante-vocal-vocal) con un núcleo complejo (por ejemplo, vocales largas expresivas o múltiples), o una sílaba CCV (consonante-consonante-vocal) con un inicio complejo (por ejemplo, incluyendo una ligadura, CyV, CwV).

## Historia
Los primeros kana fueron un sistema llamado man'yōgana, el cual era una selección de kanji usados según sus valores fonéticos, análogamente al uso de los caracteres del idioma chino según sus valores fonéticos en préstamos lingüísticos de idiomas extranjeros. Man'yōshū (万葉集?), una antología poética ensamblada en 759, está escrita en este sistema. El hiragana se desarrolló a partir de la escritura cursiva de los man'yōgana, mientras que el katakana evolucionó a partir de partes abreviadas o extraídas de los man'yōgana regulares como un sistema de glosa para añadir sonidos o explicaciones a las sutras budistas. El hiragana se desarrolló para escribirse rápidamente, mientras que el katakana se hizo para ser escrito de forma pequeña.
Si bien los silabarios provienen de las formas cursivas de algunos caracteres chinos, se sabe que el orden, y quizás también la idea misma de usar símbolos puramente fonéticos, proviene de los sistemas de escritura brahmi del subcontinente indio. Tradicionalmente se dice que el monje Kūkai (774-835), del budismo vajrayāna japonés, inventó, creó o escogió los caracteres kana al darse cuenta de que un sistema de escritura más sencillo era más apropiado para estudiar las escrituras budistas en sánscrito, por lo que «regresó al origen» en 806, en China, para aprender budismo esotérico chino. Otros autores afirman que el silabario se fue formando a lo largo de varias generaciones. Sin embargo, independientemente de la participación de Kūkai, es claro que el silabario fue evolucionando en imitación al uso del sánscrito.
El sánscrito que se conocía en Japón durante el periodo Heian (794-1185) se escribía con el abúgida siddham (del sánscrito: siddham ‘que sea perfecto’). Se hace evidente la influencia al comparar el orden actual de los silabarios japoneses con el orden de los sonidos en sánscrito. En kana, las vocales se ordenan a, i, u, e, o y las consonantes se ordenan k, s, t, n, h, m, r, w, el mismo orden del siddham en sánscrito. La única diferencia es la posición de la 's' pero esto se explica por las características fonéticas del japonés antiguo y la versión híbrida del sánscrito budista que se conocía en Japón.
El primer registro documentado del orden actual de las vocales apareció a finales del siglo XII en un texto de Myōkaku, un monje erudito miembro de la misma escuela de budismo que Kūkai, conocido por volver a despertar el interés en el estudio del sánscrito. El ejemplo más antiguo del orden actual de las consonantes apareció en unas glosas al reverso de un calendario anotado del año 1204. Posiblemente ya era el estándar a mediados del siglo XIV y para el siglo XVII ya no había órdenes diferentes.
Sin embargo, es posible que los 5 volúmenes escritos en 1695 por el monje Keichū (1640-1701), hayan ayudado a cimentar este orden, y a su vez, probablemente se basó en los tres volúmenes del primer estudio sistemático de la gramática y el sistema de escritura del sánscrito híbrido usado por los budistas publicado en 1681 por el monje Kakugen (1639-1702), miembro del mismo grupo budista de Kūkai.

## Uso
El hiragana se emplea principalmente para indicar prefijos, partículas y terminaciones o complementos gramaticales (okurigana). Además sirve para representar palabras enteras (usualmente de origen japonés, en lugar de chino) en vez del kanji.
En la actualidad, el katakana suele utilizarse para escribir palabras o nombres de origen extranjero que no poseen representaciones en kanji, así como para representar onomatopeyas, términos técnicos y científicos y algunas marcas de empresas.
En los diccionarios y otras publicaciones académicas, el hiragana se emplea para escribir las pronunciaciones nativas japonesas o kun'yomi, mientras que el katakana lo es para escribir las pronunciaciones chinas u on'yomi.
Los silabarios kana también se utilizan para indicar la lectura de algunos kanji poco conocidos (o de cualquier kanji), a lo que se llama furigana. El furigana se usa ampliamente en libros infantiles. En los libros para niños pequeños que aún no conocen los kanji se emplea solamente el hiragana combinado con espacios.

## Hiragana y Katakana
La diferencia en el uso de los sistemas hiragana y katakana es estilístico. De ordinario, el hiragana es el silabario predeterminado y el katakana se usa para los préstamos lingüísticos extranjeros, las onomatopeyas, las interjecciones y la transcripción de las lecturas on'yomi de los kanji. Los kana de la siguiente tabla, exceptuando a la n (ん, ン), representan a los gojūon.
|   | –     | k     | s     | t     | n     | h     | m     | y     | r     | w     |
| - | ----- | ----- | ----- | ----- | ----- | ----- | ----- | ----- | ----- | ----- |
| a | あ ア | か カ | さ サ | た タ | な ナ | は ハ | ま マ | や ヤ | ら ラ | わ ワ |
| i | い イ | き キ | し シ | ち チ | に ニ | ひ ヒ | み ミ |       | り リ | ゐ ヰ |
| u | う ウ | く ク | す ス | つ ツ | ぬ ヌ | ふ フ | む ム | ゆ ユ | る ル |       |
| e | え エ | け ケ | せ セ | て テ | ね ネ | へ ヘ | め メ |       | れ レ | ゑ ヱ |
| o | お オ | こ コ | そ ソ | と ト | の ノ | ほ ホ | も モ | よ ヨ | ろ ロ | を ヲ |
| – |       |       |       |       | ん ン |       |       |       |       |       |

Notas:
- No hay kana para Ye, Yi o Wu porque las sílabas correspondientes no existen nativamente en el idioma japonés, aunque se cree que [je] existió en el idioma japonés preclásico (el cual es representado, generalmente, para propósitos de reconstrucción con el kanji 江). En períodos tardíos, el silabograma We pasó a ser interpretado como [jɛ], como se demuestra por fuentes europeas del siglo XVII, pero luego se unió con la vocal E (え?) y la misma fue eliminada de la ortografía oficial en 1946. En la ortografía moderna, [je] puede ser escrito いぇ en hiragana o イェ en katakana.
- Los sonidos Si, Ti, Tu, Hu, Wi y We son romanizados como shi, chi, tsu, fu, i y e, respectivamente, de acuerdo con la pronunciación contemporánea.
- Aunque no forme parte de la ortografía oficial, Wi y We se utilizan algunas veces para propósitos estilísticos, como en ヰスキー (wisukii?) para "whisky" y ヱビス (yebisu?) para "Yebisu", una marca de cerveza.

### Diacríticos
Las sílabas que inician con las consonantes sonoras [g], [z], [d] y [b] se escriben con las formas del kana que corresponden a las consonantes sordas [k], [s], [t] y [h], respectivamente, y el signo sonoro dakuten. Estos kana representan a los dakuon.
Las sílabas que inician con [p] se escriben con la forma del kana que corresponde a [h] y el signo semisonoro handakuten. Estos kana representan a los handakuon.
|   | g     | z     | d     | b     | p     |
| - | ----- | ----- | ----- | ----- | ----- |
| a | が ガ | ざ ザ | だ ダ | ば バ | ぱ パ |
| i | ぎ ギ | じ ジ | ぢ ヂ | び ビ | ぴ ピ |
| u | ぐ グ | ず ズ | づ ヅ | ぶ ブ | ぷ プ |
| e | げ ゲ | ぜ ゼ | で デ | べ ベ | ぺ ペ |
| o | ご ゴ | ぞ ゾ | ど ド | ぼ ボ | ぽ ポ |

Nota:
- Los sonidos Zi, Di y Du son romanizados ji, dji y dzu, respectivamente, de acuerdo con la pronunciación contemporánea.

### Dígrafos
Las sílabas que inician con consonantes palatalizadas se escriben con las formas del kana correspondiente a i, seguidas por pequeños Ya (ゃ en hiragana y ャ en katakana?), Yu (ゅ en hiragana y ュ en katakana?) o Yo (ょ en hiragana y ョ en katakana?). Estos dígrafos se llaman Yōon.
|    | k         | s         | t         | n         | h         | m         | r         |
| -- | --------- | --------- | --------- | --------- | --------- | --------- | --------- |
| ya | きゃ キャ | しゃ シャ | ちゃ チャ | にゃ ニャ | ひゃ ヒャ | みゃ ミャ | りゃ リャ |
| yu | きゅ キュ | しゅ シュ | ちゅ チュ | にゅ ニュ | ひゅ ヒュ | みゅ ミュ | りゅ リュ |
| yo | きょ キョ | しょ ショ | ちょ チョ | にょ ニョ | ひょ ヒョ | みょ ミョ | りょ リョ |

- No existen dígrafos para las columnas de las semivocales y y w.
- Los dígrafos suelen romanizarse con tres letras.
- Si+Y* y Ti+Y* se romanizan usualmente como sh* y ch* en vez de sy* y ty*, dependiendo del sistema de romanización.